# Monophrynium
Monophrynium là một chi thực vật có hoa trong họ Marantaceae.